# Lanforsdammen
Lanforsdammen är en sjö i Lekebergs kommun i Närke och ingår i Göta älvs huvudavrinningsområde. Sjöns area är 0,037 kvadratkilometer och den är belägen 180 meter över havet.